# Acacia auripila
Acacia auripila é uma espécie de leguminosa do gênero Acacia, pertencente à família Fabaceae.